# Conyngham Greene
William Conyngham Greene, född 1854 i Dublin, död 1934, var en brittisk diplomat.  
Greene ingick 1877 på den diplomatiska banan och blev efter tjänstgöring på skilda håll 1893 legationssekreterare och chargé d'affaires i Teheran, förflyttades därifrån 1896 till Pretoria som brittisk agent med rang av chargé d'affaires samt var som sådan brittiska regeringens diplomatiska ombud hos Transvaals regering under de kritiska år, som föregick boerkrigets utbrott i oktober 1899. Greene var sedan brittisk envoyé i Schweiz 1901-05 och innehade 1905-10 samma befattning i Bukarest. Greene var brittiskt sändebud i Köpenhamn 1910-12 och ambassadör i Tokyo 1912-19. Knightvärdighet erhöll han 1900.